# Christoph Klimke
Christoph Klimke (* 22. November 1959 in Oberhausen) ist ein deutscher Schriftsteller.

## Leben
Christoph Klimke wuchs in Kleve auf. Sein Vater, der Gymnasiallehrer Wolfgang Klimke, gab bereits 1958 Thomas Wolfe sowie darauf mit hohen Auflagen englischsprachige short stories für den deutschen Unterricht heraus und publizierte als Lyriker. Der Sohn studierte von 1980 bis 1982 Germanistik und Italianistik in Bonn und Florenz. Seit 1984 lebt er als freier Schriftsteller in Berlin. Er ist Verfasser von Erzählungen, Essays, Gedichten, Theaterstücken und Libretti; daneben übersetzt er aus dem Italienischen. Klimke ist Mitglied des Verbandes Deutscher Schriftsteller. Er erhielt u. a. 1990 den Förderpreis für Literatur des Landes Nordrhein-Westfalen und ein Arbeitsstipendium des Berliner Senats sowie 1995 ein Alfred-Döblin-Stipendium und den Ernst-Barlach-Preis für Literatur. Sein Gedichtband Bernsteinherz ist der 602. und zugleich letzte Titel des 1949 gegründeten bibliophilen Düsseldorfer Kleinverlags Eremiten-Presse, der 2010 wegen finanzieller Schwierigkeiten seine Verlagstätigkeit eingestellt hat. In Rheinsberg wurde er 2016 der 44. Stadtschreiber. Im Deutschen Theater Göttingen wurde im Dezember 2017 sein Musical „America First“ uraufgeführt.

## Buchveröffentlichungen
- mit Göntje Winter:  Traumbilder einer schwarzen Zeit. Bonn 1981.
- Blaue Träume. St. Michael 1983.
- Der Sünder. Berlin 1985.
- Kraft der Vergangenheit. Zu Motiven der Filme von Pier Paolo Pasolini. Fischer Taschenbuch Verlag, Frankfurt am Main 1988.
- Stadtträumer. Grundrisse: Berlin / Rom. Erzählung. Rowohlt Taschenbuch Verlag, Reinbek bei Hamburg 1989.
- mit Jürgen Brodwolf: Sand-Alphabet. Gedichte. Nürnberg 1991.
- Der Test oder Chronik einer veruntreuten Seele. Erzählung. Radius-Verlag, Stuttgart 1992.
- Wo das Dunkel dunkel genug. Radius-Verlag, Stuttgart 1994.
- Wir sind alle in Gefahr. Essay. Oberbaum Verlag, Berlin 1995.
- Federico García Lorca oder Honig ist süßer als Blut. Essay. Oberbaum Verlag, Berlin 1998.
- Alles sei Traum. Gedichte. Oberbaum Verlag Berlin 2000.
- Janus-Stadt. Erzählung. Oberbaum Verlag, Berlin 2001.
- Engel tötet man nicht. Gedichte. Eremiten-Presse, Düsseldorf 2002.
- Hotel Macondo. Gedichte. Oberbaum Verlag, Berlin  2004.
- Flügelschlag. Gedichte. Eremiten-Presse, Düsseldorf 2005.
- Bernsteinherz. Gedichte. Eremiten-Presse, Düsseldorf 2008.
- mit Mario Wirz: Nachrichten von den Geliebten. Erzählungen. Querverlag, Berlin 2009.
- mit Sarah Mondegrin: Nicht ohne meine Pfoten: Katzen, Hunde, Lesben, Schwule. Querverlag, Berlin 2011.
- Poesiealbum 308: Christoph Klimke. Lyrikauswahl und Grafik von Günter Kunert. Märkischer Verlag, Wilhelmshorst 2013, ISBN 978-3-943708-08-0.
- Fernweh. Gedichte. Mit einem Nachwort von Günter Kunert. Elfenbein Verlag, Berlin 2013, ISBN 978-3-941184-26-8.
- mit Mario Wirz: Unwiderruflich glücklich. Querverlag, Berlin 2013, ISBN 978-3-89656-211-1.
- Dem Skandal ins Auge sehen. Pier Paolo Pasolini. Ein biografischer Essay. Elfenbein Verlag, Berlin 2015, ISBN 978-3-941184-49-7.
- Das Alphabet des Meeres. Gedichte. Mit einem Nachwort von Günter Kunert. Elfenbein Verlag, Berlin 2019, ISBN 978-3-96160-029-8.
- Eine Partitur aus Fährten. Gedichte. Mit einem Nachwort von Steinunn Sigurdardottir. Elfenbein Verlag Berlin 2024, ISBN 978-3-96160-093-9.
- Christoph Klimke (Autor), Harald Scheicher (Hrsg.): Gegen den Strom. Pasolini, Berg, Hrdlicka. Katalogbuch zur Ausstellung im Werner Berg Museum Bleiburg/Pliberk 2025. Hermagoras Verlag 2025, ISBN 978-3-7086-1380-2.

## Theaterstücke
- Die Blutsbrüder, UA: 1. März 1997, Schauspiel Bonn
- Die Siamesischen Zwillinge, UA: 10. Februar 1991, Theater Dortmund
- Leonzek & Woyce, UA: 1992, Theater am Turm Frankfurt am Main
- Böses Blut
- Die nackten Füße (nach Pasolini Teorema), UA: 1995, Landestheater Tübingen
- Spiegelgrund, UA: 4. September 2005, Volkstheater Wien
- Tiergartenstraße 4, UA: 11. April 2008, Tribüne Berlin
- Felix Nussbaum. UA: 30. Januar 2010 Theater Osnabrück
- Maestro. UA: 6. November 2009, Landestheater Salzburg Theaterstück (über Herbert von Karajan)
- Lebenmüssen ist eine einzige Blamage, 5. Oktober 2013, Theater Ingolstadt
- Der obdachlose Mond, UA: 4. Februar 2016, Schauspiel Zittau
- America First, UA: 2. Dezember 2017, Deutsches Theater Göttingen
- Beuys' Küche, UA: 30. Januar 2012, Theater Krefeld und Mönchengladbach
- König Korcak oder Wenn ich klein bin, UA: 29. April 2022 Theater Göttingen
- Mariana Pineda (Tanztheaterstück nach Federico García Lorca), UA: Oper Köln 2023

## Libretti zu Tanztheaterproduktionen von Johann Kresnik
- Der Ring des Nibelungen I und II, UA 2006–2008, Oper Bonn
- Gastmahl der Liebe nach Pier Paolo Pasolinis „Teorema“, UA 1996, Volksbühne am Rosa-Luxemburg-Platz Berlin
- Goya – Der Schlaf der Vernunft gebiert Ungeheuer, UA 1999, Volksbühne am Rosa-Luxemburg-Platz Berlin
- Don Quixote, UA 27. Januar 2000, Volksbühne am Rosa-Luxemburg-Platz Berlin
- Schöne, neue Welt, UA 2000, Volksbühne am Rosa-Luxemburg-Platz Berlin
- Fürst Pücklers Utopia, UA: 29. Oktober 2010, Staatstheater Cottbus
- Sammlung Prinzhorn, UA: 18. Februar 2012, Stadttheater Heidelberg
- Die 120 Tage von Sodom (nach Pier Paolo Pasolini), UA 2015, Volksbühne am Rosa-Luxemburg-Platz Berlin

## Opernlibretti
- Oggi stesso. Libretto zum Requiem von Günther Wiesemann, UA 1997
- Die Besessenen, Libretto zur Oper von Johannes Kalitzke nach Witold Gombrowicz, UA: 19. Februar 2010, Theater an der Wien, Wien
- Das Holzschiff, Libretto zur Oper von Detlev Glanert nach Hans Henny Jahnn, UA: 9. November 2010, Staatstheater Nürnberg
- Tucholskys Spiegel, Libretto zur Oper von James Reynolds, UA: 21. Juli 2017, Kammeroper Schloss Rheinsberg
- Geisterritter, Libretto zur Oper von James Reynolds nach dem Roman von Cornelia Funke, UA: 3. Dezember 2017 Oper Bonn
- Egmont, Libretto zur Oper von Christian Jost, UA: 23. April 2022, Theater Bielefeld
- Händel's Factory, Libretto zur Oper von Johannes Harneit, frei nach "Georg Friedrich Händels Auferstehung" von Stefan Zweig, UA: 4. November 2023, Staatsoper Hamburg

## Herausgeberschaft
- mit Alice Franck: Ciao, Italien! Reinbek bei Hamburg 1988.
- Kraft der Vergangenheit. Frankfurt am Main 1988.
- mit Agnes Frei: Lieb doch die Männer und die Frauen. Reinbek bei Hamburg 1989.
- Du mein Ich. Reinbek bei Hamburg 1991.
- Ach, Adam! Reinbek bei Hamburg 1993.

## Übersetzungen
- Pier Vittorio Tondelli: Andere Freiheiten. Reinbek bei Hamburg 1990 (übersetzt mit Rüdiger Oetke)
- Pier Vittorio Tondelli: Pao pao – Gruppenbild mit Mann. Reinbek bei Hamburg 1989 (übersetzt mit Castor Seibel)

## Einzelbelege
1. ↑  Neun amerikanische Kurzgeschichten: Edgar Allan Poe, Hermann Melville, William Faulkner, Thomas Wolfe, John Steinbeck, William Saroyan, Carson Mc Cullers, Truman Capote, Josephine Johnson. Nr. 295. Schöningh, Paderborn 1980, ISBN 3-506-29295-1.
2. ↑  Christoph Klimke neuer Stadtschreiber. queer, abgerufen am 27. Mai 2018.
3. ↑  Philip Dingeldey: Ein Woyzeck im Zeitalter der Fake News. Die deutsche Bühne, archiviert vom Original (nicht mehr online verfügbar) am 28. Mai 2018; abgerufen am 27. Mai 2018.

| Personendaten    | Personendaten            |
| ---------------- | ------------------------ |
| NAME             | Klimke, Christoph        |
| KURZBESCHREIBUNG | deutscher Schriftsteller |
| GEBURTSDATUM     | 22. November 1959        |
| GEBURTSORT       | Oberhausen               |